# John Frank Davidson
John Frank Davidson FRS (7 de fevereiro de 1926 – 25 de dezembro de 2019) foi um químico britânico.